# Гаррі Лаврейсен
Гаррі Лаврейсен (нід. Harrie Lavreysen; нар. 14 березня 1997, Бергейк, Нідерланди) — нідерландський велогонщик. Дворазовий Золотий призер Олімпійських ігор, який виграв індивідуальний спринт і командний спринт на Літніх Олімпійських іграх 2020 року. Лаврейсен також брав участь у Чемпіонаті Європи з легкої атлетики UEC 2016 у командному спринті. Шестиразовий володар титулу чемпіона світу, в тому числі триразовий чемпіон в командному спринті (2018, 2019 і 2020), дворазовий чемпіон в індивідуальному спринті (2019 і 2020) і в кейріні (2020).

## Біографія
Харрі Лаврейсен почав велосипедну кар'єру у віці шести років в якості гонщика BMX. Ставав багаторазовим чемпіоном Голландії серед молоді та чемпіоном Європи серед молоді. Серйозна травма плеча перешкодила йому продовжувати брати участь у BMX, і він перейшов на велоспорт на трасі.
У 2016 році Лаврейсен посів друге місце в спринті і став бронзовим призером у кейріні.
У 2020 році, в Берліні він став триразовим чемпіоном світу в спринті, кейріні і командному спринті (разом з Джеффрі Хугландом, Роєм ван ден Бергом і Маттейсом Бюхлі).

## Виступи на Олімпіадах
| Олімпіада  | Дисципліна       | Місце |
| ---------- | ---------------- | ----- |
| Токіо 2020 | спринт           | 1     |
| Токіо 2020 | командний спринт | 1     |
| Токіо 2020 | кейрін           | 3     |